# A kosárlabda csillagai
A kosárlabda csillagai vagy A palánk csillagai (eredeti cím: Shooting Stars) 2023-as amerikai életrajzi sportdráma LeBron James középiskolai sportkarrierjéről. A Chris Robinson által rendezett és Mookie Cook főszereplésével készült film James 2009-es, Shooting Stars című memoárja alapján készült, amelynek társszerzője Buzz Bissinger.
A filmet 2023. június 2-án mutatta be a Peacock. Magyarországon a Netflix 2024. június 2-án, míg a HBO Max 2025. február 20-án mutatta be.

## Cselekmény
LeBron James és gyerekkori barátai az ország legjobb középiskolai csapatává válnak, megindítva James lélegzetelállító karrierjét, mint négyszeres NBA-bajnok, háromszoros olimpiai aranyérmes és az NBA minden idők vezető pontszerzője.

## Szereplők
| Szerep           | Színész          | Magyar hang        |
| ---------------- | ---------------- | ------------------ |
| LeBron James     | Mookie Cook      | Kerek Dávid        |
| Dru Joyce III    | Caleb McLaughlin | Gáll Dávid         |
| Illya McGee      | Algee Smith      | Szántó Balázs      |
| Keith Dambrot    | Dermot Mulroney  | Czvetkó Sándor     |
| Dru Joyce II     | Wood Harris      | Debreczeny Csaba   |
| Gloria James     | Natalie Paul     | Bogdányi Titanilla |
| Savannah James   | Katlyn Nichol    | Vatamány Atanáz    |
| Willie McGee     | Avery Wills      |                    |
| Romeo Travis     | Scoot Henderson  |                    |
| Sian Cotton      | Khalil Everage   |                    |
| Carmelo Anthony  | Jett Howard      |                    |
| Harold Sams edző | Chad Coleman     | Törköly Levente    |

### Magyar változat
- Magyar szöveg: Szojka László
- Hangmérnök: Büki Marcell
- Vágó: Baltazár Boldizsár
- Gyártásvezető: Kablay luca
- Szinkronrendező: Stern Dániel
- Produkciós vezető: Németh Napsugár

A szinkront az Iyuno Hungary készítette el.

## A film készítése
2014-ben jelentették be, hogy LeBron James középiskolai éveiről filmet készít a Universal Pictures. A film James 2009-es, azonos című memoárján alapul, amelynek társszerzője Buzz Bissinger.
A forgatás 2022. április 18-án kezdődött az ohiói Beachwoodban és 2022 júniusáig tartott. A forgatási helyszínek között szerepelt a Szent Pál püspöki templom.

## Bemutató
A kosárlabda csillagai premierje 2023. június 2-án volt a Peacockon. A Fülöp-szigeteken 2023. november 25-én mutatták be az HBO Go csatornán.